# Емс
Емс (лат. Amisia, вестфалски iems) је река на северозападу Немачке дуга 371 km. Изворе на југозападним падинама Тевтонбуршке шуме, тече кроз Севернонемачку низију (савезне државе Северна Рајна-Вестфалија и Доња Саксонија). Улива се у Северно море где образује естуар дужине 20 km. 
Река Емс је каналима повезана са Рајном, Везером и другим рекама. 